# 韓怘
韓怘（1527年—1565年），字子淳，號蒼麓，四川瀘州衛官籍，山東兗州府魚臺縣人，明朝政治人物。

## 生平
嘉靖三十四年（1555年）乙卯科四川鄉試第七名舉人，三十五年（1556年）中式丙辰科會試第一百四十九名，三甲第七十一名進士。吏部觀政，授中書舍人，奉使册封蜀世子。三十八年（1559年）升吏部稽勋司主事，升員外郎、考功司郎中，四十三年（1564年）升吏部文選司郎中，次年卒，年三十九。

## 家族
曾祖韓敬；祖父韓琥，義官；父韓鸞，典膳。嫡母許氏；生母李氏。永感下。兄韓慈。從兄韓恩、韓懋、韓忍、韓㤅、韓㥯、韓悫。長子似甫，出繼其兄，任瀘州衛指揮僉事，登隆慶戊辰科武進士。